# Diodo Schottky

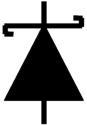
Símbolo do diodo Schottky

Diodo Schottky é um tipo de diodo que utiliza o efeito Schottky na semicondução. Seu nome é uma homenagem ao físico alemão Walter Schottky.
Esse diodo serve para diminuir a carga armazenada no diodo. Um diodo comum ao passar da região direta de condução para a reversa, produz em um curto tempo uma corrente reversa alta, resultante de cargas armadilhas, tendo um efeito importante no uso de diodos através de frequência alta, com a fabricação de um diodo utilizando-se ao invés do material P um metal, não haverá lacunas que possam armazenar elétrons vindos dos outros materiais durante a corrente direta, de forma que na passagem para corrente reversa haverá este aumento de corrente.
Este componente é também muito utilizado em circuitos retificadores e chaveadores rápidos, onde tem sua maior aplicação.